# Astragalus callichrous
Astragalus callichrous är en ärtväxtart som beskrevs av Pierre Edmond Boissier. Astragalus callichrous ingår i släktet vedlar, och familjen ärtväxter. Inga underarter finns listade i Catalogue of Life.